# Championnat de Finlande de football 1958
Navigation
Saison précédente Saison suivante
La saison 1958 du Championnat de Finlande de football était la 29e édition de la première division finlandaise à poule unique, la Mestaruussarja. Les dix meilleurs clubs du pays jouent les uns contre les autres à deux reprises durant la saison, à domicile et à l'extérieur. À la fin de la compétition, les 3 derniers du classement sont relégués et remplacés par les 3 meilleurs clubs d'Ykkonen, la deuxième division finlandaise.
C'est le KuPS Kuopio qui est sacré champion de Finlande cette saison à la suite de sa victoire en match de barrage face au HPS Helsinki, les deux clubs ayant terminé en tête du classement final à égalité de points. Le HIFK, promu d'Ykkonen, prend place sur le podium avec 5 points de retard sur le duo de tête. Il s'agit du 2e titre de champion du KuPS.

## Les 10 clubs participants
| - HPS Helsinki - IKissat Tampere - TPS Turku - HIFK - Promu de Ykkonen - VIFK Vaasa - Promu de Ykkonen | - HJK Helsinki - KTP Kotka - Haka Valkeakoski - VPS Vaasa - KuPS Kuopio |

## Compétition

### Classement
Le barème de points servant à établir le classement se décompose ainsi :
- Victoire : 2 points
- Match nul : 1 point
- Défaite : 0 point

| Rang | Équipe           | Pts | J  | G  | N | P  | Bp | Bc | Diff |
| ---- | ---------------- | --- | -- | -- | - | -- | -- | -- | ---- |
| 1    | KuPS Kuopio      | 26  | 18 | 13 | 0 | 5  | 40 | 22 | +18  |
| 2    | HPS Helsinki T   | 26  | 18 | 11 | 4 | 3  | 38 | 25 | +13  |
| 3    | HIFK P           | 21  | 18 | 10 | 1 | 7  | 36 | 32 | +4   |
| 4    | TPS Turku        | 20  | 18 | 9  | 2 | 7  | 47 | 34 | +13  |
| 5    | HJK Helsinki     | 20  | 18 | 9  | 2 | 7  | 45 | 34 | +11  |
| 6    | VIFK Vaasa P     | 17  | 18 | 7  | 3 | 8  | 36 | 35 | +1   |
| 7    | Haka Valkeakoski | 16  | 18 | 6  | 4 | 8  | 28 | 27 | +1   |
| 8    | IKissat Tampere  | 16  | 18 | 7  | 2 | 9  | 33 | 41 | -8   |
| 9    | VPS Vaasa        | 10  | 18 | 3  | 4 | 11 | 24 | 48 | -24  |
| 10   | KTP Kotka C      | 8   | 18 | 3  | 2 | 13 | 27 | 55 | -28  |

|  | Participation au barrage pour le titre                                                  |
|  | Participation au barrage de relégation                                                  |
|  | Relégation en deuxième division                                                         |
|  | T Tenant du titre C Vainqueur de la Coupe de Finlande P Club promu de deuxième division |

### Matchs

#### Match pour le titre
| Équipe 1    | Résultat   | Équipe 2     |
| ----------- | ---------- | ------------ |
| KuPS Kuopio | 1 - 0 a.p. | HPS Helsinki |

#### Barrage de relégation
Le Haka Valkeakoski et l'IKissat Tampere terminent à égalité de points à la 7e place; les deux clubs doivent disputer un barrage pour déterminer lequel des deux restera parmi l'élite la saison prochaine.
| Équipe 1         | Résultat | Équipe 2        |
| ---------------- | -------- | --------------- |
| Haka Valkeakoski | 4 - 1    | IKissat Tampere |

## Bilan de la saison
| Championnat de Finlande de football 1958                  |                        |
| Champion                                                  | KuPS Kuopio (2e titre) |
| Coupes et trophées                                        |                        |
| Vainqueur de la Coupe de Finlande 1958                    | KTP Kotka              |
| Qualifications continentales                              |                        |
| Coupe d'Europe des clubs champions 1959-1960 Premier tour | KuPS Kuopio            |
| Promotions et relégations                                 |                        |
| Promus en Mestaruussarja                                  | Pallo-Pojat Helsinki   |
| Promus en Mestaruussarja                                  | RU-38 Pori             |
| Promus en Mestaruussarja                                  | GBK Kokkola            |
| Relégués en Ykkonen                                       | IKissat Tampere        |
| Relégués en Ykkonen                                       | KTP Kotka              |
| Relégués en Ykkonen                                       | VPS Vaasa              |